# Siou-ning
Siou-ning (čínsky pchin-jinem Xiūníng, znaky zjednodušené 休寧, tradiční 休宁) je okres na východě Čínské lidové republiky, je částí městské prefektury Chuang-šan, nejjižnější prefektury provincie An-chuej. Okres má rozlohu 2 125 čtverečních kilometrů a má 270 tisíc obyvatel. Okres je rozdělen na devět městysů a dvanáct obcí, sídlem okresního úřadu je městys Chaj-jang (海阳).

## Historie
Siou-ning je známý jako rodiště více učenců s hodností čuang-jüan (状元, student konfucianismu, který získal nejvyšší hodnocení v úřednických zkouškách) než jakékoliv jiné místo v Číně. Proto se také velké náměstí v Chaj-jangu nazývá náměstí Čuang-jüanů (状元广场).
Roku 2009 okresní administrativa odhalila pomník připomínající 1800. výročí založení Siou-ningu (208–2008).